# 何塞·巴利维安将军县

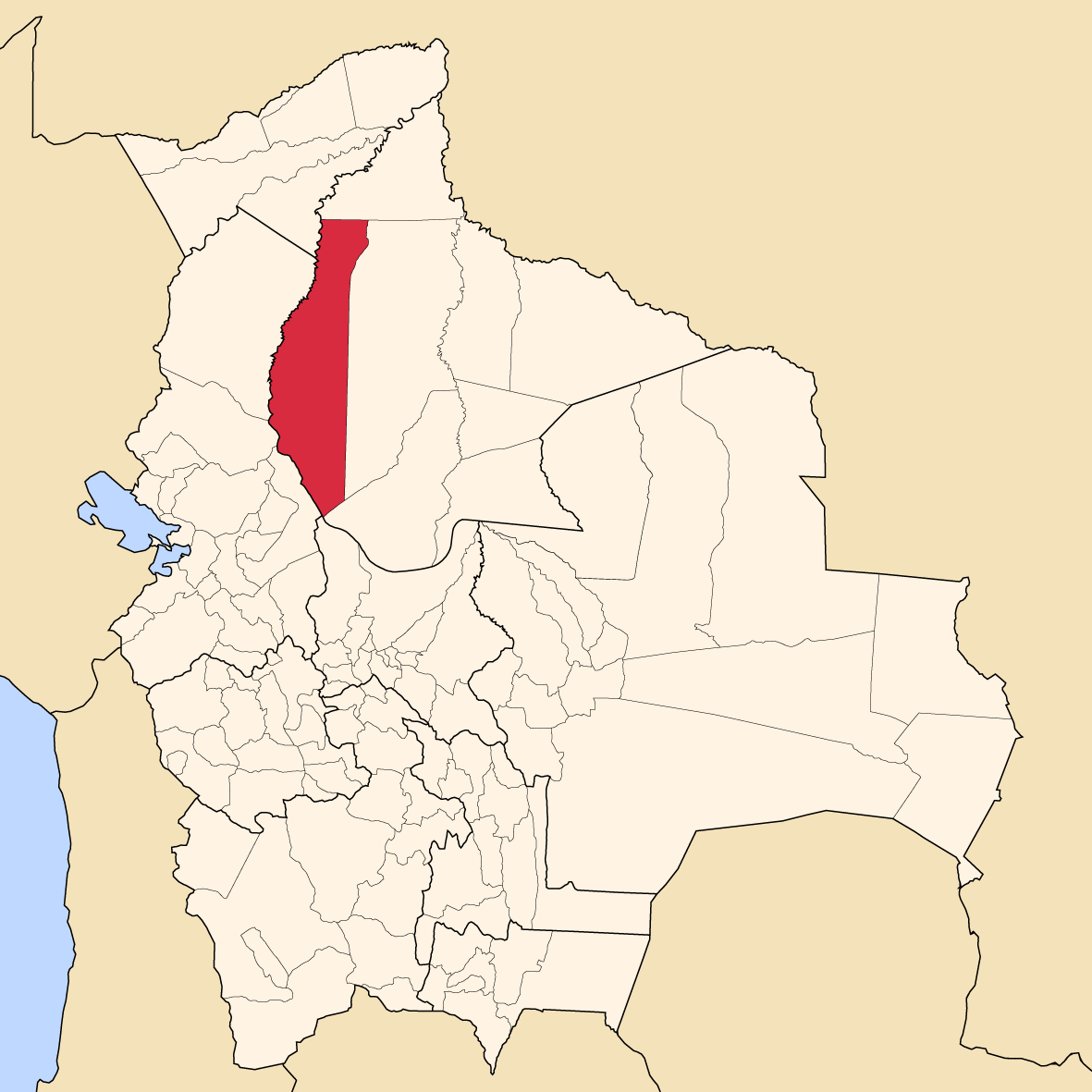

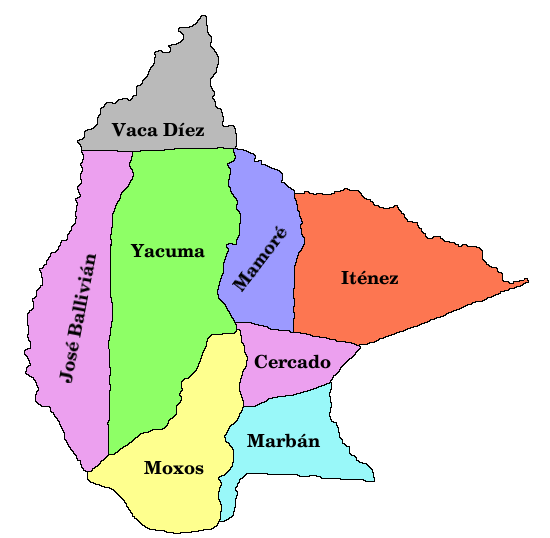

14°00′00″S 67°00′00″W / 14.000°S 67.000°W
何塞·巴利维安将军县（西班牙語：Provincia del General José Ballivián），是玻利維亞的县份，位於該國東北部，屬於貝尼省的一部分，县府設於雷耶斯，面積40,444平方公里，2006年人口81,578。該县以總統何塞·巴利維安命名。